# Hewittia
Hewittia je monotipski rod slakovki smješten u tribus Merremieae , dio potporodice  Convolvuloideae. Jedina vrsta je H. malabarica, jednogodišnja biljka ili polugrm iz suptropske i tropske Azije i Afrike; na Jamajku je uvezena. 
Rod je opisan u Madras Journal of Literature and Science 5: 17, 22. 1837.